# Куликовский, Николай Александрович
Николай Александрович Куликовский (5 ноября 1881 — 11 августа 1958) — второй муж великой княгини Ольги Александровны, сестры императора Николая Второго.
Родился в семье южнорусских помещиков и по семейной традиции поступил на службу в армию. В 1903 году был замечен Ольгой Александровной во время смотра и между ними возникли дружеские отношения. Во время Первой мировой войны Ольга Александровна добилась развода с герцогом Ольденбургским и вышла замуж за Куликовского. Родила от него двух сыновей. В 1917 году Николай Второй отрёкся от престола, Куликовский отправлен в отставку революционным правительством. Куликовские эмигрировали в Данию, где занимались бизнесом и сельским хозяйством. В 1948 году эмигрировали в Канаду, где в течение четырёх лет продали ферму и перебрались в город (пригород). Николай Александрович страдал от болей в спине, умер в 1958 году в возрасте 76 лет.

## Биография
Николай Александрович Куликовский родился в Воронежской губернии в дворянской семье Куликовских, владевшей имением Евстратовка. Его прадед граф Кирилл Гудович (старший сын графа И. В. Гудовича) был генералом во время Отечественной войны 1812 года и владел двумя крупными поместьями на Украине. Отец Николая — Александр Никанорович Куликовский, кавалергард, генерал-майор. Николай с ранних лет учился ездить на лошади, стал опытным наездником. Учился в реальном училище Гуревича в Петербурге, затем в Николаевском кавалерийском училище (1900—1902).
В 1902 году был выпущен корнетом в 37-й драгунский Военного ордена полк, дислоцированный в Гарволине (Царство Польское), в 1903 году был переведен в Кирасирский Её Величества лейб-гвардии полк. Великий князь Михаил Александрович, младший брат Николая ІІ, был почётным полковником этого полка. В апреле 1903 во время парада в Павловске Великая княгиня Ольга увидела Куликовского и уговорила брата Михаила посадить их рядом за завтраком. В то время Великая княгиня была замужем за герцогом Ольденбургским, известным своим гомосексуализмом.
В 1909-11 годах Куликовский заведовал полковой учебной командой (подготовка унтер-офицеров) Кирасирского Её Величества полка. С 1911 года был адъютантом принца П. А. Ольденбургского.
После начала Первой мировой войны был назначен командиром эскадрона в 12-м гусарском Ахтырском полку. В октябре 1915 года был снова направлен в распоряжение принца П. А. Ольденбургского, с апреля 1916 года снова служил в 12-м гусарском Ахтырском полку.

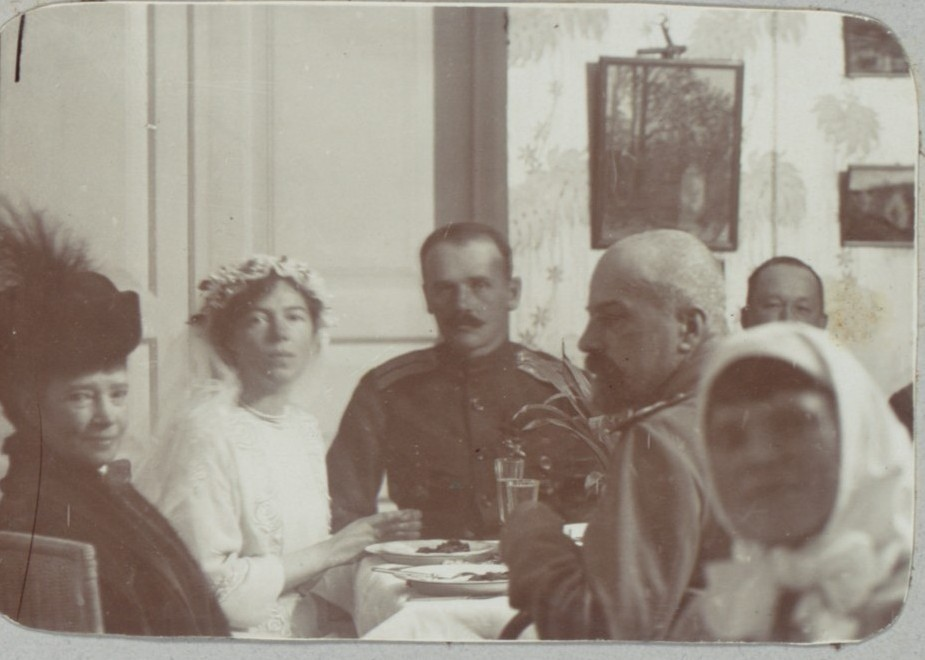
Свадьба Ольги Александровны с Николаем Куликовским. Киев, 1916 год

Боясь за Куликовского, влюбленная в него Ольга Александровна попросила императора перевести его в тыловой Киев, где находилась она сама со своим госпиталем. В 1916 году Николай расторг её брак с герцогом Ольденбургским и 16 ноября 1916 года Куликовский женился на Ольге Александровне, они венчались в Васильевской церкви в Киеве.
15 сентября 1917 года Куликовский был уволен от службы согласно прошению с производством в подполковники. Вместе с Ольгой Александровной он поселился в Крыму, где у них родился сын Тихон.
Жившие тогда также в Крыму вдовствующая императрица Мария Фёдоровна и сестра Ольги Александровны Ксения жестоко третировали Ольгу за неравнородный брак с Куликовским. Не выдержав нападок, семья уехала в Ростов-на-Дону, надеясь найти приют у главнокомандующего вооруженными силами Юга России А. И. Деникина. Однако Деникин не принял Куликовских, передав через адъютанта, что монархия закончилась. Семья нашла приют на Кубани в станице Новоминской у казака, служившего в Императорском конвое и лично знавшего Ольгу. Какое-то время Куликовские жили в станице, причем оба занимались крестьянским трудом. Там у них родился второй сын.
В 1919 году году Куликовские на торговом судне покинули Россию и в 1920 году через Константинополь, Белград и Вену добрались до Дании, где поселились у прибывшей туда ранее Марии Фёдоровны на вилле Видёре недалеко от Копенгагена. Николай занимался там сельским хозяйством. Когда в 1928 году Мария Фѐдоровна умерла, Николай и Ольга Александровна покинули Видёре. После подтверждения прав Ольги Александровны на дворец Видере и продажи его в 1932 году, семья на вырученные деньги приобрела молочную ферму Кнудсминде в городке Баллеруп. Николай служил у местного миллионера, а сыновей они отправили учиться в русскую гимназию в Париж.
В 1948 году Николай и Ольга Александровна переселились в Канаду (это было связано с тем, что властям Дании была направлена нота протеста от СССР в связи с тем, что Ольга Александровна помогает русским эмигрантам — «врагам народа»), где стали заниматься фермерством в своем имении Куксвилле в провинции Онтарио.

## Дети
- Куликовский-Романов, Тихон Николаевич
- Куликовский, Гурий Николаевич